# Treeless Plain
Treeless Plain — дебютный студийный альбом австралийской инди-рок-группы The Triffids из Перта. Он был выпущен в ноябре 1983 года лейблом Hot Records/Rough Trade. Альбом был записан на студии Emerald City Studios в Сиднее (Австралия), за двенадцать сессий с полуночи до рассвета с августа по сентябрь 1983 года. Это был первый релиз группы после подписания контракта с Hot Records.
Ремастированная версия альбома с семью бонусными концертными треками, записанными в 1983 году, была выпущена в Австралии в июне 2008 года лейблом Liberation Music.

## История
«Злой» Грэм Ли (который позже стал участником группы) сказал: «Группа записала Treeless Plain за двенадцать сессий, которые длились от полуночи до рассвета, с молодым, зелёным звукорежиссёром по имени Ник Мэйнсбридж. Дэйв много думал о том, как будут записываться и микшироваться песни, и, к счастью, его записи сохранились, потому что они очень пригодились, когда Нику представилась возможность сделать ремикс альбома в 2007 году». Продюсирование самих себя не всегда было лёгким делом, и Дэвид МакКомб позже признался: «У нас с Робертом было довольно много блюза».
Дэвид МакКомб позже сказал: «Не думаю, что это был выдающийся альбом, но, по крайней мере, мы попытались сделать несколько вещей, которые обычно не делают паб-группы. Для многих представителей андеграундной сцены по всей Австралии мы просто не были достаточно хард-роковыми. Мы были против педалей».

## Отзывы
| Оценки критиков | Оценки критиков |
| Источник        | Оценка          |
| --------------- | --------------- |
| Allmusic        | [ 7 ]           |

Альбом получил положительные отзывы музыкальной критики и интернет-изданий.
В рецензии AllMusic утверждалось: «Treeless Plain подчёркивает мастерство The Triffids в смешивании фолка и кантри с инди-роком, предвосхищая расцвет альтернативного кантри в 90-х». Особой похвалы удостоился «властный и звучный» вокал Дэвида Маккомба, а сами песни «неопровержимо свидетельствуют о мастерстве Маккомба как автора песен с уникальным лирическим и музыкальным видением».
Клинтон Уокер описал альбом как «удивительно зрелое, мощное и в то же время чувственное заявление, и он, вероятно, имел такой же широкий успех, как и любой австралийский инди-рок. Но это всё ещё не означало больших цифр». В другом месте говорилось, что альбом понравится слушателям, «конечно, если вы сможете представить себе группу, которая совместит фолк-звучание, изобилующее скрипичными партиями, с тем, что можно ожидать от ранних Velvet Underground».

## Список композиций
Все песни написаны David McComb, кроме указанных.
1. «Red Pony» — 4:11
2. «Branded» — 2:44
3. «My Baby Thinks She’s a Train» — 3:36
4. «Rosevel» — 2:59
5. «I Am a Lonesome Hobo» (Bob Dylan[10]) — 2:14
6. «Place in the Sun» — 2:22
7. «Plaything» — 3:10
8. «Old Ghostrider» — 3:09
9. «Hanging Shed» — 4:02
10. «Hell of a Summer» — 4:30
11. «Madeline» — 2:35
12. «Nothing Can Take Your Place» — 2:49

## Переиздание 2008 года
1. «Red Pony»
2. «Branded»
3. «My Baby Thinks She’s a Train»
4. «Rosevel»
5. «I Am a Lonesome Hobo»
6. «Place in the Sun»
7. «Plaything»
8. «Old Ghostrider»
9. «Hanging Shed»
10. «Hell of a Summer»
11. «Madeline»
12. "Nothing Can Take Your Place
13. «Interview» (Live at the Wireless)
14. «Old Ghostrider» (Live at the Wireless)
15. «Plaything» (Live at the Wireless)
16. «My Baby Thinks She’s a Train» (Live at the Wireless)
17. «Rosevel» (Live at the Wireless)
18. «Hell of a Summer» (Live at the Wireless)
19. «On the Street Where You Live» (Live at the Wireless)